# Douglas Pereira dos Santos
Douglas Pereira dos Santos (n. 6 august 1990, Monte Alegre de Goiás, Goiás, Brazilia), cunoscut și ca Douglas, este un fotbalist profesionist brazilian care joacă pe post de fundaș pentru clubul turc Sivasspor, împrumutat de FC Barcelona.